# Джакомо Бала
Джакомо Бала (на италиански: Giacomo Balla) е италиански художник, скулптор и сценограф от движението на футуризма.
След следването си в академията „Албертина“ в родния му град Торино се мести в Рим, където прекарва по-голямата част от живота си. През 1910 г. заедно със свои ученици пише „Технически манифест на футуристичния художник“.

## Биография
Джакомо Бала е роден през 1871 г. в Торино. Син е на фотограф и като дете е учил музика. След кратко следване в художествената академия „Албертина“ (на италиански: Accademia Albertina) и „Liceo Artistico“ и участие в колективна изложба под знака на Обществото за подпомагане на изкуствата в родния си град, около 1892 г. слуша курсове в Торинския университет като състудент на Чезаре Ломброзо. През 1895 г. се мести в Рим, където работи като илюстратор и карикатурист за различни издателства. От 1899 г. участва с творбите си, повлияни от неоимпресионизма, на международни изложения, първото от които е Венецианското биенале. Става дума най-вече за пейзажи (Elisa ai giradini, 1902) и социални сюжети (Il Mendicante, 1902). В течение на седем месеца през 1900 – 1901 г. работи в Париж като асистент на илюстратора Серафино Макиати и изучава дивизионистичната техника на неоимпресионистите. През 1903 г. негови творби са паказани на Венецианското биенале, а през 1904 г. в Glaspalast в Мюнхен. През 1904 г. Бала участва в Международното изложение в Дюселдорф, а през 1909 г. излага свои творби на Есенния салон в Париж. В Рим има свое ателие в Академията на изящните изкуства, където и преподава.
След като през 1910 г. заедно с Умберто Бочони, Карло Кара, Луиджи Русоло и Джино Северини подписва втория „Футуристичния манифест“ на Филипо Томазо Маринети, заедно със своите ученици публикува „Манифест на футуристичния художник“.
Картината „Момиче, тичащо по балкона“ (1912, на италиански: Ragazza che corre sul balcone) е върхът и краят на футуристичната му фаза. По време на тази си фаза Бала се интересува от динамизма, създаван между цветовете и светлината. В картината разделя цветовете в изолирани петна, което създава илюзия за движение.
През 1913 г. участва в Първия немски есенен салон в Берлин.
На 1 март 1915 г. заедно с художника Фортунато Деперо публикува манифест със заглавие „Футуристична реконструкция на вселената“, а на 11 септември 1916 г. - „Футуристична кинематография“.
Уникалният му принос за театъра е сценографията за постановката на „Feu d'artifice“ на Игор Стравински в Рим през април 1917 г.
По време на Първата световна война ателието на Бала се превръща в място за срещи на млади художници. След войната художникът се преориентира към дизайна и киното. През 1935 г. става член на Академията „Сан Лука“ в Рим (на италиански: Accademia di San Luca).
През 1955 г. участва на първото изложение „Документа“ в Касел. Умира три години по-късно на 86 години в Рим. Творбите му са показвани посмъртно и на осмото издание на „Документа“ през 1987 г.

## За него
- Maurizio Fagiolo Dell'Arco, Balla: The Futurist, Los Angeles, 1988
- Vivien Greene (съст.), Italian Futurism 1909 – 1944. Reconstructing the Universe, New York, 2014
- Giovanni Lista, Balla, catalogue général de l’œuvre, vol. I, Modena, 1982
- Giovanni Lista, Le Futurisme: création et avant-garde, Paris, 2001
- Giovanni Lista, Balla, la modernità futurista, Milano, 2008